# Понте ді Варлунго
Понте ді Варлунго (італ. Ponte di Varlungo) — сучасний багатоцільовий міст через річку Арно у Флоренції.

## Загальні відомості
Будівництво мосту Понте ді Варлунго за проектом інженера Л. Скалі і архітектора Адріано Монтеманьо було розпочато в 1979 і завершено в 1981. Міст загальною довжиною 375 м виконаний у сучасному стилі із сталі і залізобетону.
Він має два рівня: на нижньому рівні в центрі розташована автодорога локального значення з велосипедно-пішохідними тротуарами, що мають з'їзди і сходи на прибережні доріжки, а на верхньому рівні по боках розташовані двохсмугові автомобільні полотна міжміського значення без тротуарів, по яких з півдня продовжується Віа Марко Поло до розв'язки на північному березі Арно.
Через Віа Марко Поло і Via Goffredo della Torre можна швидко дістатись до розв'язки «Firenze Sud» («Флоренція-Південь») з автострадою А1 або до південно-східних густонаселених селищ в Баньйо-а-Риполі (в першу чергу Grassina і Antella).

## Галерея

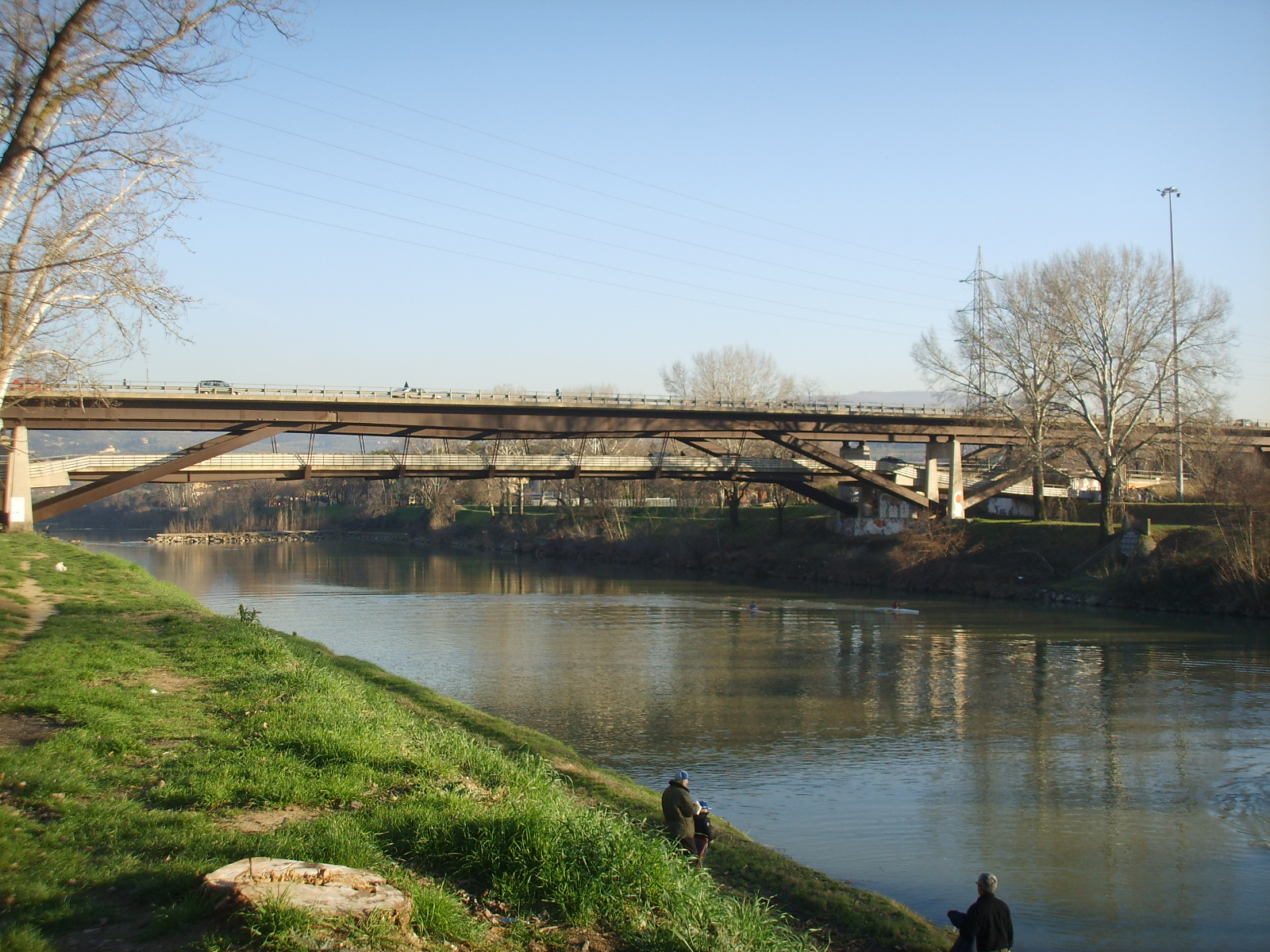
Вигляд з берега Арно
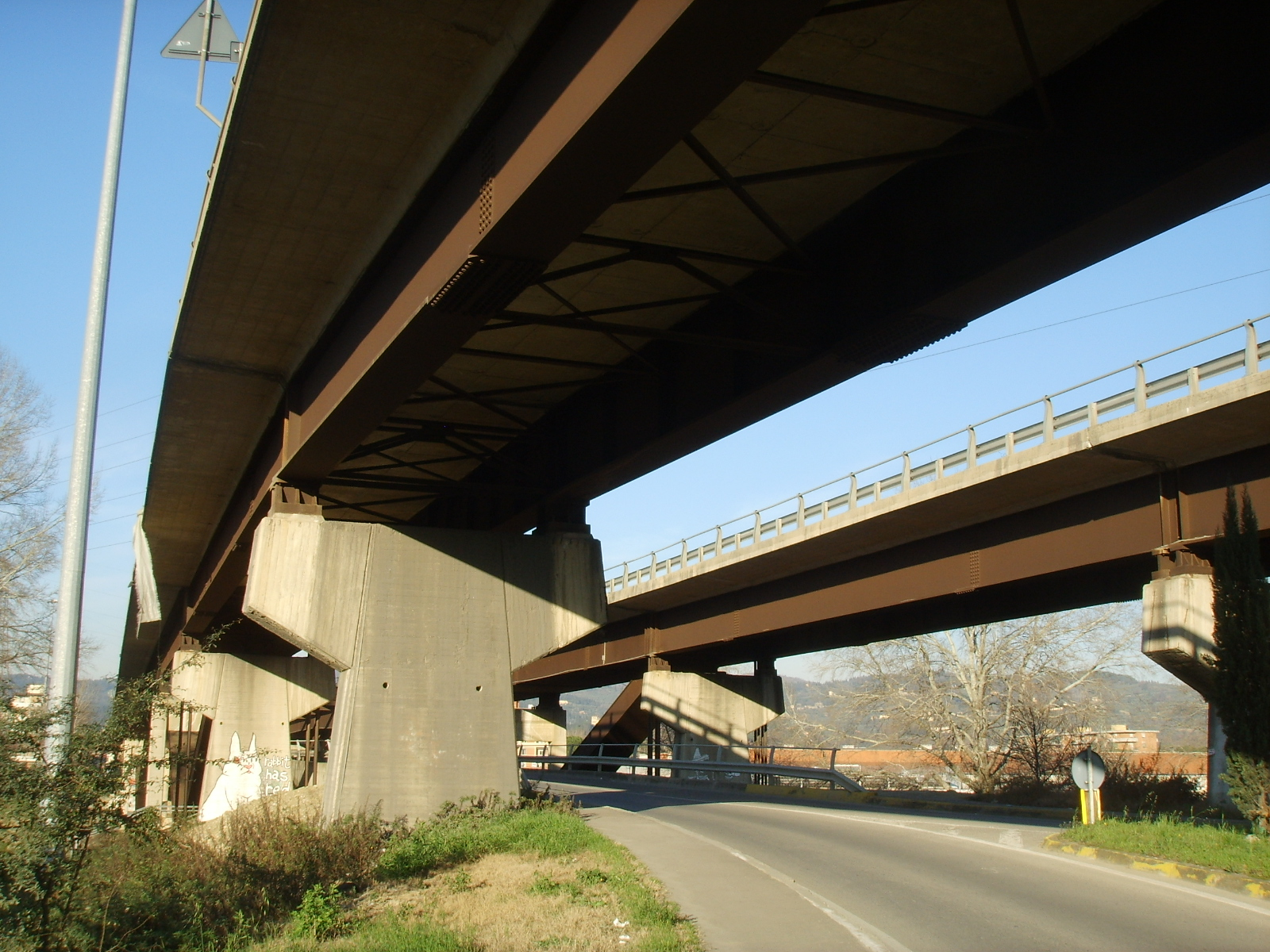
З'їзд локальної дороги
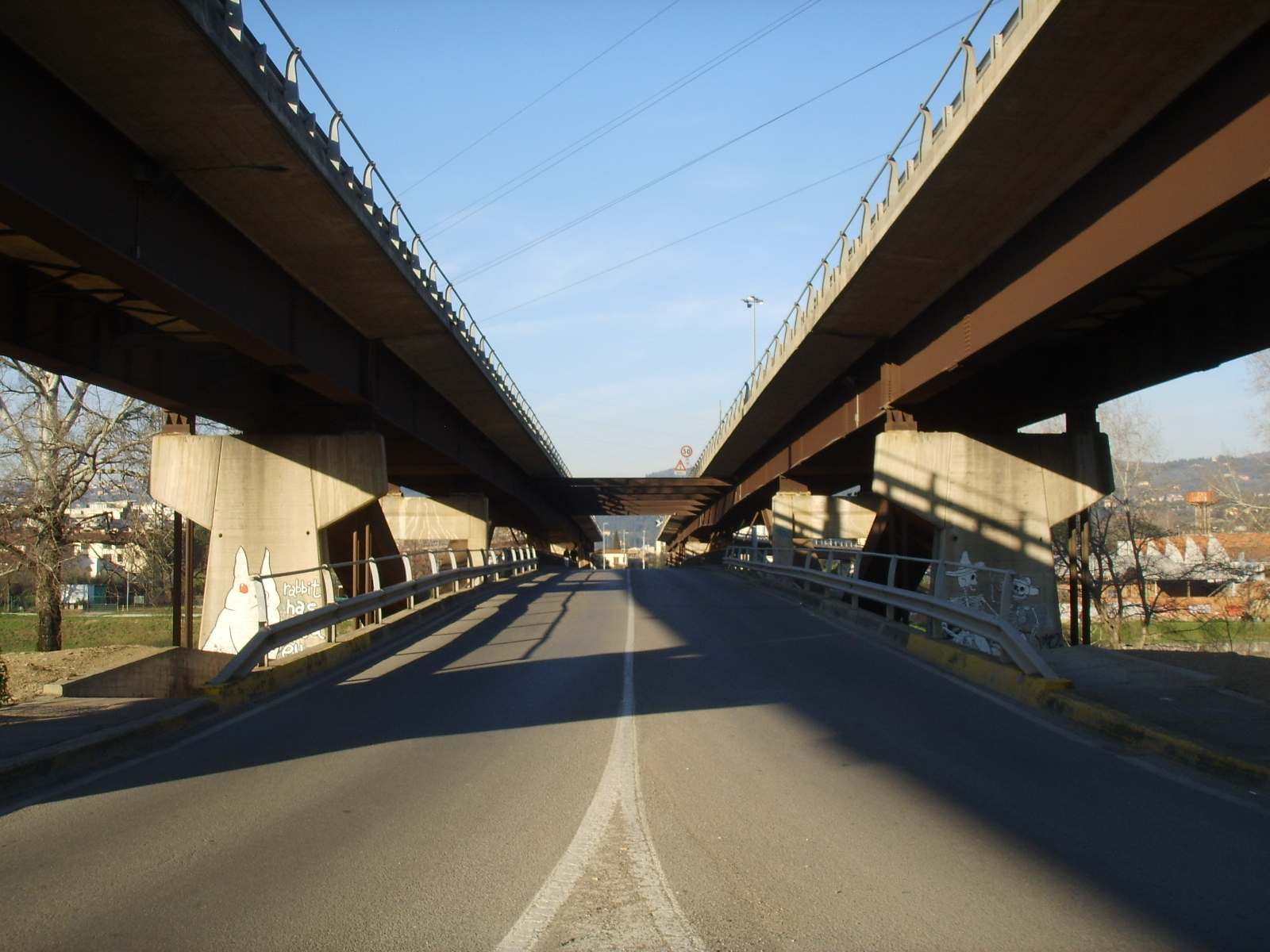
Вгорі двохсмугові дороги в обидві сторони
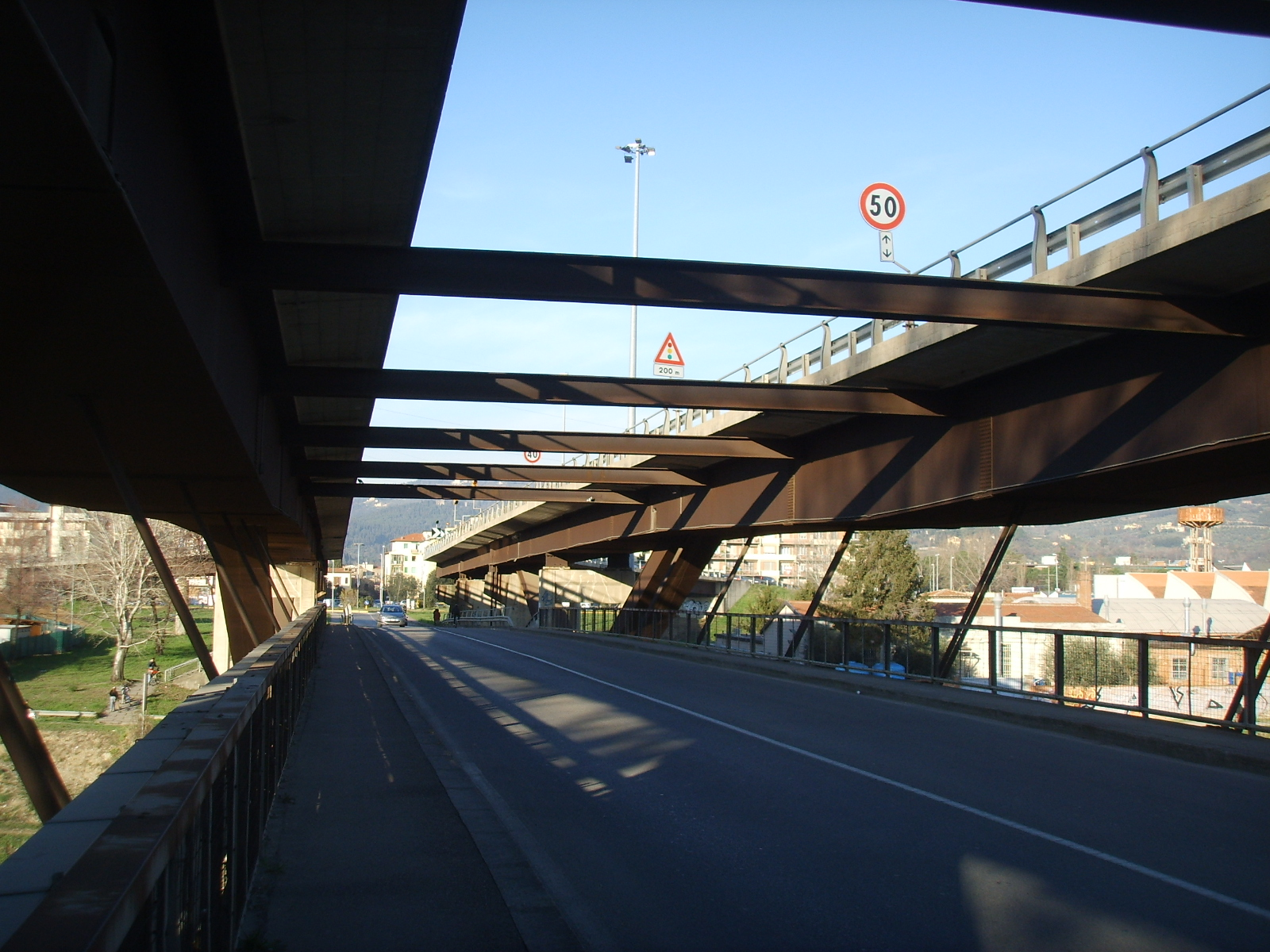
Локальна дорога з тротуарами